# Drilonereis quadrioculata
Drilonereis quadrioculata är en ringmaskart som beskrevs av Hartmann-Schröder 1979. Drilonereis quadrioculata ingår i släktet Drilonereis och familjen Oenonidae. Inga underarter finns listade i Catalogue of Life.